# 楊儒
杨儒（1840年—1902年2月17日），字子通，汉军正红旗人，今辽宁铁岭人，清政府外交官員。

## 生平概要
1867年，杨儒中举人。
1888年，任江苏常镇通海道道员。
1891年，任浙江温处道，不久调任安徽徽宁池太广道。 
1893年到1896年，任驻美国公使兼驻西班牙、秘鲁公使。
1896年，改任驻俄国、奥匈帝国、荷兰公使。
1898年，升任工部右侍郎。
1900年，俄罗斯帝国出兵占领中国东北；次年1月，任全权大臣，赴俄国进行谈判；在谈判中，他坚持交涉，并拒绝在有損中國權利之条约上签字；后授戶部左侍郎。
1901年3月，在回国途中因患中风而跌倒受伤。
1902年2月17日，病逝于俄国首都圣彼得堡，享年62岁。

## 著作
- 《杨儒庚辛存稿》[5]
- 《東三省蒙務公牘彙編》

## 家庭
- 高祖楊晏，正红旗汉军佐领、湖北按察使。高祖母年氏。
- 曾祖楊銓。曾祖母愛新覺羅氏（胞兄慧明阿，妻王佳氏（父正红旗汉军、三等誠武伯王釴，父三等誠武伯王毓秀，曾祖正红旗汉军副都统、三等伯王之鼎，高祖明末清初將領、二等子王世選）；先祖舒爾哈齊）。
- 祖父楊書績，工书善画（据《铁岭指画研究》）。祖母姚氏（父内务府正白旗汉军、乾隆戊子科舉人姚明新，其父總管內務府大臣姚永泰；母楊瓊華，其祖父正白旗汉军、兵部尚書楊應琚；姑母姚素玉，嫁镶黄旗满洲、浙江處州鎮總兵高益（父总兵高鈺 (清朝)，嫡堂兄文华殿大学士高晋））。胞兄嘉慶辛酉科進士楊書紹；胞姊杨氏，（继配）嫁宗室永雄（父弘晌，祖父恆溫親王允祺）。
- 父杨能格，道光十六年（1836年）丙申恩科进士。
- 胞叔楊超格。其子同治乙丑科探花楊霽；楊霟。
- 胞兄楊橒，同治甲子科舉人。妻棟鄂氏，其父內務府鑲黃旗漢軍、河南候補直隸州知州榮晉，胞叔道光癸未科進士毓慶（榜名衍豫），祖父乾隆己酉科進士廣善。
- 妻扎魯特氏，其养父镶蓝旗蒙古、道光乙巳恩科進士奎章。继妻完顏氏。
- 子楊錫宸。妻喜塔臘氏，其父正白旗滿洲、奉天府府尹裕長，胞叔光緒二年(1876)丙子恩科進士文慎公裕德，祖父湖北巡撫崇綸。
- 子楊煥宸。其子楊耀曾，妻張芸卿（父清末军机大臣葉赫那拉氏那桐）。
- 堂侄女楊氏（父楊霟），嫁镶蓝旗汉军尚其承（胞兄光绪十八年（1892）进士尚其亨）。

## 延伸阅读
[在维基数据编辑]
 《清史稿·卷446》，出自趙爾巽《清史稿》
 在维基共享资源阅览影像